# Il diluvio universale (Falvetti)

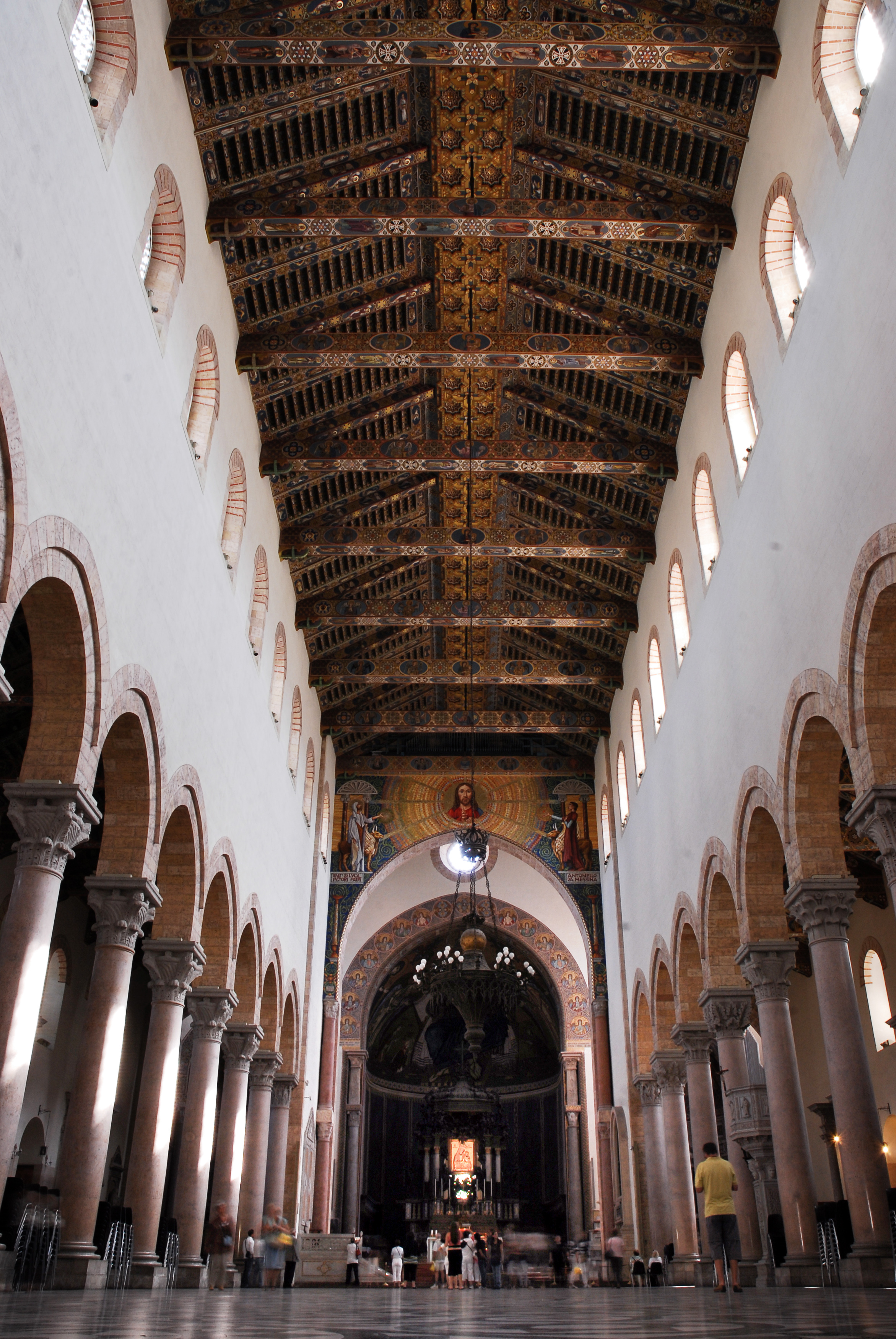
Inneres der Kathedrale in Messina, Ort der Uraufführung

Il diluvio universale ist ein Oratorium in vier Teilen von Michelangelo Falvetti (Musik) mit einem Libretto von Vincenzo Giattini. Die Uraufführung fand 1682 in der Kathedrale von Messina statt, wo der Komponist als Kapellmeister tätig war.

## Handlung
Das Oratorium handelt von der Sintflut, wie sie in der Bibel in der Genesis, dem 1. Buch Mose, in den Kapiteln sechs bis acht überliefert ist. Gott ist der Boshaftigkeit der Menschen überdrüssig und entschließt sich, die Menschheit zu vernichten. Er schont lediglich das Leben von Noah, seiner Frau und seinen Kindern, die zusammen mit vielen Tieren die Arche betreten. Durch den anschließenden Regen ertrinken alle Menschen und Tiere außerhalb der Arche.

### Erster Teil. Im Himmel
Die einleitende Sinfonia wird abrupt von der Göttlichen Gerechtigkeit unterbrochen. Diese verkündet die Bestrafung der sündigen Welt. Die vier Elemente werden gerufen und erklären sich bereit zur Sühneaktion. Ausgewählt wird schließlich das Wasser.

### Zweiter Teil. Auf der Erde
Der zweite Teil spielt auf der Erde. Noah und seine hier Rad genannte Frau versichern sich ihrer Liebe und sind zuversichtlich, die prophezeite Sintflut, die 40 Tage und Nächte anhalten soll, überleben zu können. Nach einem Orgelritornell erscheint Gott und erklärt Noah und seiner Frau die Gründe für seinen Entschluss, den Stolz und die Sündhaftigkeit der übrigen Menschen zu bestrafen. Noah bittet um Gnade, akzeptiert das Urteil dann aber. Er wird von Gott beauftragt, nach dem Ende der Sintflut die Welt wie ein zweiter Adam zu erneuern.

### Dritter Teil. Die Sintflut
Die Sintflut beginnt zunächst mit einzelnen Regentropfen. Daraus entwickelt sich nach und nach eine ausgewachsene Sturm-Symphonie. Die Chorstimmen sind hier in zwei Gruppen unterteilt, welche die fliehende Menschheit repräsentieren. Gott hat so viele Fluten herbeigerufen, dass sie das Feuer des Vesuv ertränken. Nun tritt der Tod persönlich auf, begleitet von den Posaunen der Hölle. Sein Aufstieg aus der Tiefe wird durch seine zunehmend höher notierte Tonlage dargestellt. Sein hinkender Gang findet eine Entsprechung im Rhythmus des Basso continuo. Das Ertrinken der Menschen wird in einem Chor mit ausgesuchten Dissonanzen dargestellt. Die Menschliche Natur erscheint und bittet um Gnade. Sie erkennt zwar die Strafe für ihre Fehler an, möchte aber die Grausamkeit des Todes nicht akzeptieren. Nach dem nun folgenden Chor beendet der Tod den Abschnitt, indem er sich damit brüstet, die ganze Welt bezwungen zu haben.

### Vierter Teil. Die Arche
Der letzte Teil spielt in der Arche. Alle Menschen bis auf Noah und seine Familie sind umgekommen. Ein Chor kündigt das Ende der Wolken und die Rückkehr des Lichts an. Die Stimmung ändert sich in Zuversicht und Freude. Der Chor besingt das Verschwinden der Wolken. Noah und Rad äußern ihre Hoffnung auf einen Regenbogen des Friedens und auf Gnade. Das Oratorium endet mit einer Chorfuge, in der die Menschheit gebeten wird, die Früchte des Lebens von den Zweigen des Friedens zu pflücken.

## Aufführungsgeschichte
Die als Manuskript erhaltene Partitur enthält keine Informationen über die Charaktere oder die zu verwendenden Instrumente. Die Zuordnung der einzelnen Stimmen ist über das in Venedig erhaltene gedruckte Libretto möglich. Die Instrumente können anhand der Musiker-Listen an der Kathedrale in Messina in den frühen 1680er Jahren ermittelt werden. Dazu gehörten vier Violinen, vier Violen, eine Laute, eine Posaune und vier Organisten. Zwei der fünf Stimmen in der Partitur sind im Violinschlüssel notiert, eine im Altschlüssel, eine im Tenorschlüssel sowie eine im Bassschlüssel.
Nach der Wiederentdeckung wurde das Werk ab 2010 von der Cappella Mediterranea und dem Chœur de Chambre de Namur unter der Leitung von Leonardo García Alarcón mit den Solisten Fernando Guimaraes (Noah), Francesca Aspromonte (Rad), Fabian Schofrin (Tod), Matteo Bellotto (Gott), Magali Arnault (Wasser), Caroline Weynants (Menschliche Natur), Evelyn Ramirez Munoz (Göttliche Gerechtigkeit) und Keyvan Chemirani (Zarb) wieder aufgeführt. Es folgten eine Tournee durch mehrere Länder sowie eine CD-Aufnahme. Der Deutschlandfunk übertrug am 10. Februar 2014 einen Mitschnitt vom 29. August 2013 aus der St. Lucas Kirche in Scheeßel vom Musikfest Bremen 2013. Eine Video-Übertragung des Konzerts vom 20. Juni 2014 beim Festival de Saint-Denis wurde von ARTE Concert gezeigt.